# Vlag van Herk-de-Stad
De vlag van Herk-de-Stad werd door de gemeenteraad op 3 maart 1981 officieel vastgesteld als de gemeentelijke vlag van de Belgisch Limburgse gemeente Herk-de-Stad. Op 3 december 1984 werd hij door het Bestuur van Vlaanderen bevestigd en uiteindelijk gepubliceerd op 8 juli 1986 in het officiële Belgisch Staatsblad.
Officieel wordt de vlag beschreven als:
Drie even hoge banen van rood, van geel en van rood.
De kleuren zijn de traditionele kleuren van het graafschap Loon, die zeer vaak gebruikt worden in de gemeentelijke heraldiek en vexillologie van Limburg.

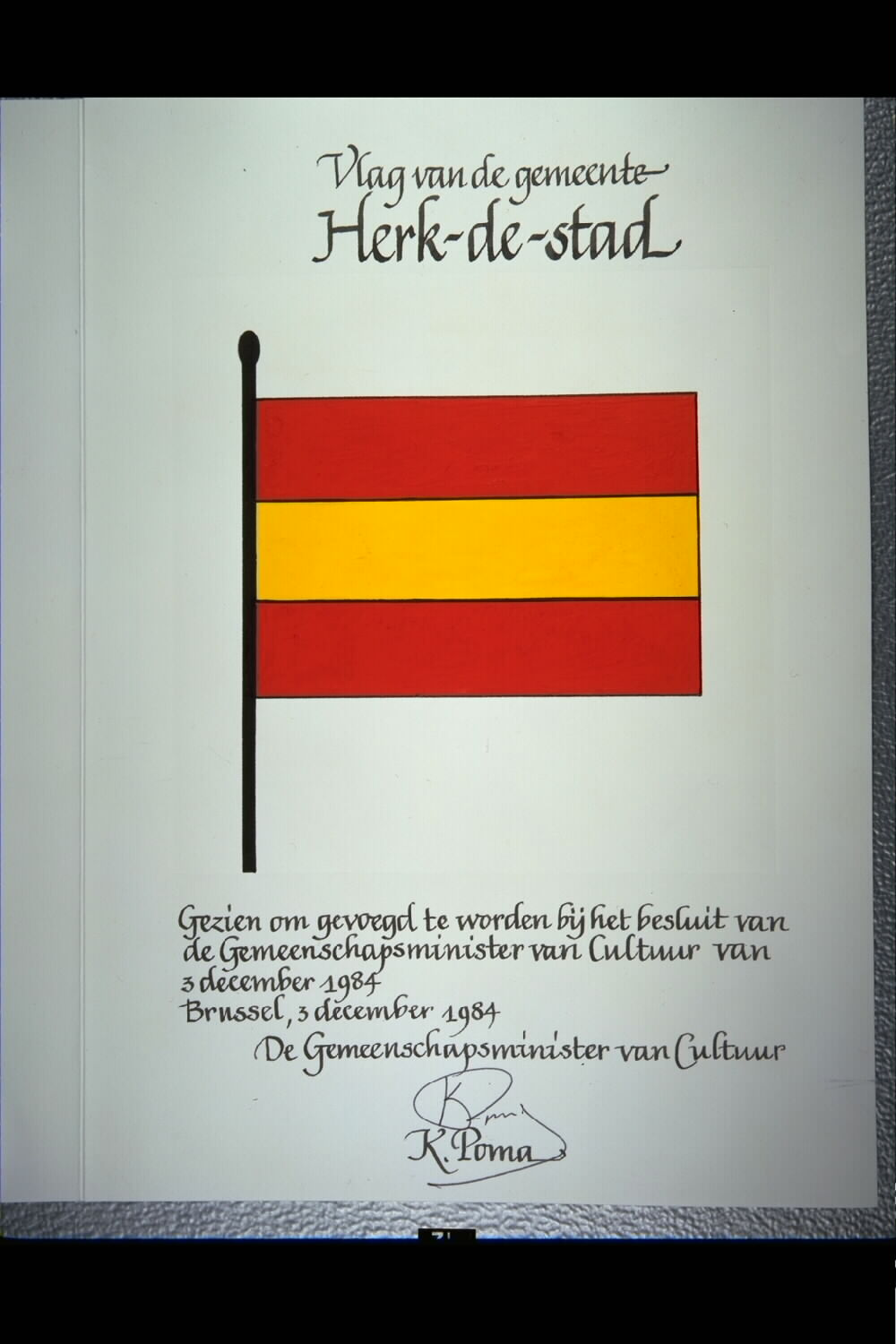
Ontwerp vlag getekend door Karel Poma
Het wapen van Loon.